# Arnoglossus macrolophus
Arnoglossus macrolophus är en fiskart som beskrevs av den brittiske läkaren och naturvetaren Alfred William Alcock, 1889. Den ingår i släktet Arnoglossus och familjen tungevarsfiskar (Bothidae). Inga underarter finns listade i Catalogue of Life.